# Lompret (Belgien)

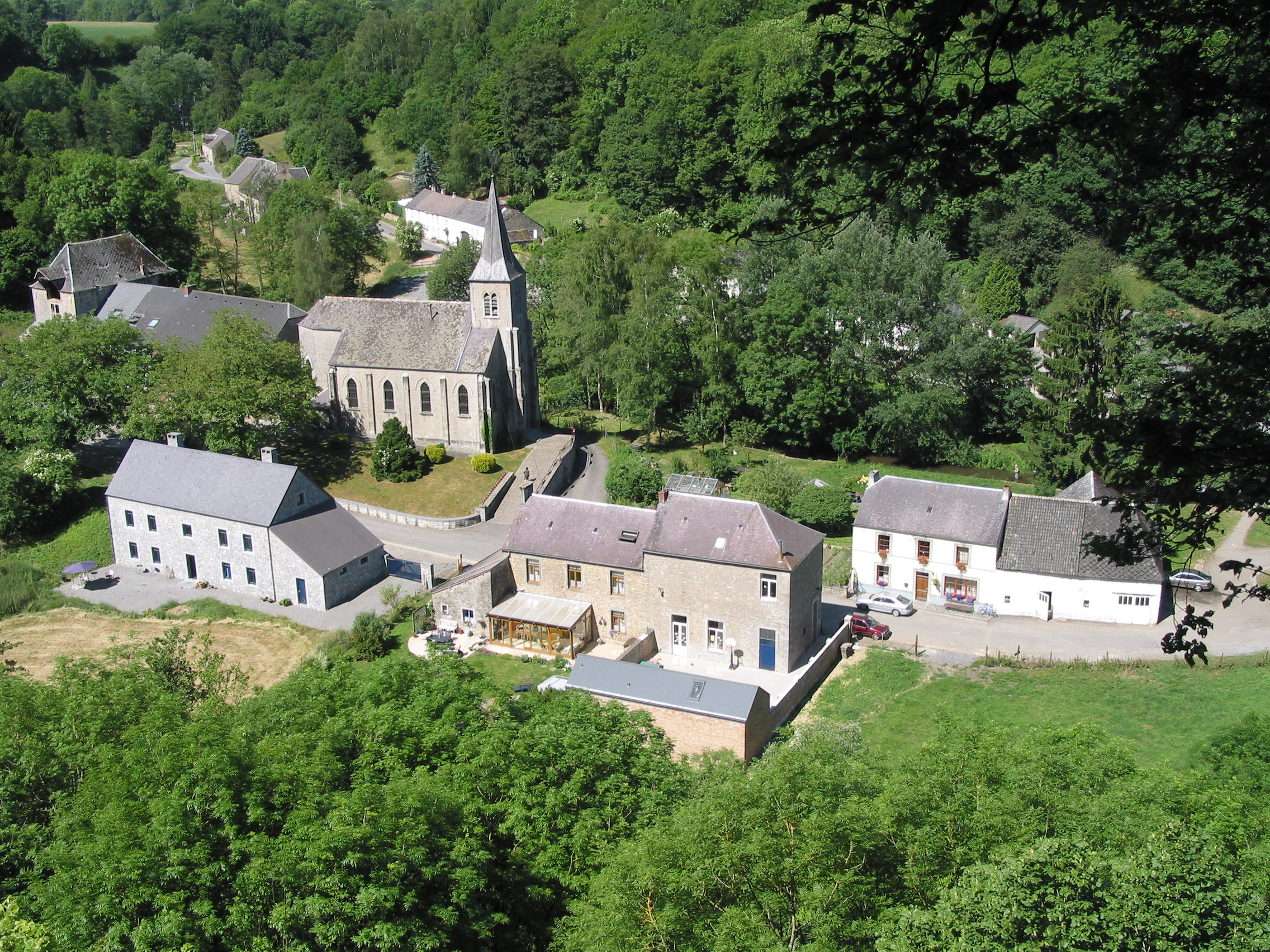
Umgebung der Kirche von Lompret

Lompret (wallonisch Lompré-el-Fagne) ist ein Ortsteil der belgischen Stadt Chimay, die in der zur Wallonischen Region gehörenden Provinz Hennegau liegt. Bis zur kommunalen Neugliederung belgischer Gemeinden von 1977 war Lompret eine selbständige Gemeinde. Das Dorf liegt in einem schönen Tal am Ufer des Flusses Eau Blanche. Seit 1997 ist Lompret in der Liste der 24 schönsten Dörfer Walloniens („Les Plus Beaux Villages de Wallonie “) eingetragen.

## Etymologie
Bereits im Jahr 1182 wurde das Dorf unter der Bezeichnung Longo Prato, was wörtlich etwa „lange Weide “ bedeutet, erstmals schriftlich erwähnt.

## Geschichte
In Lompret gefundene Pfeilspitzen aus Feuerstein zeugen ebenso wie jungsteinzeitliche Werkzeuge (Schaber, Stichel, Bohrer) von einer zeitlich sehr weit zurückreichenden Besiedlung des Gebiets, die sich zur Römerzeit fortsetzte. Es ließen sich außerdem auch Spuren eines früheren Feldlagers auf einem Felsvorsprung oberhalb des Dorfes finden. Einer Legende nach sollen die hier zahlreichen wildwachsenden Eiben von römischen Soldaten gepflanzt worden sein. Die Eibe war einem alten römischen Glauben zufolge der Baum der Toten.
Im Unterschied dazu ist sicher, dass sich die menschliche Besiedlung im 3. Jahrhundert fortsetzt, was sich durch die Entdeckung eines im Erdreich vergrabenen Schatzes aus 600 Silbermünzen nachweisen ließ.
Zur Zeit des Ancien Régime unterstand die Herrlichkeit Lompret (frz.: Seigneurie de Lompret) dem Feudalgericht von Chimay und war nacheinander Teil der Besitzungen der Familien de Bouzanton und de Landas. Während dieser Epoche kam es sogar zum Bau einer Burg, die leider 1640 zerstört wurde. Im Jahr 1655 wurde die Herrlichkeit Lompret an Pierre Jacquier verkauft. Pierre Jacquier war Propst von Chimay, Herr von Virelles und Hüttenbesitzer in Rance. Die Herrlichkeit Lompret verblieb auch noch nach der Französischen Revolution im Besitz von dessen Nachfahren.

## Wirtschaft
In Lompret gab es schon sehr früh Eisenbergbau und mehrere Eisenhütten waren bis 1831 in Betrieb, die letzte sogar bis 1870.
Zu jener Zeit wandten sich die meisten Dorfbewohner der Forstwirtschaft zu oder suchten sich Beschäftigungen in den städtischen Ballungsgebieten der Umgebung, nur sehr wenige widmeten sich der Landwirtschaft, die hier durch das oft unebene oder sumpfige Gelände nicht einfach ist.
Die demografische Entwicklung ist stabil dank der Anziehungskraft, die die reale Lebensqualität des dörflichen Lebens ausübt.

## Galerie
Die Gesamtheit des Dorfes steht als Erbe Walloniens (offiziell: Patrimoine immobilier classé de la Région wallonne) unter Denkmalschutz.

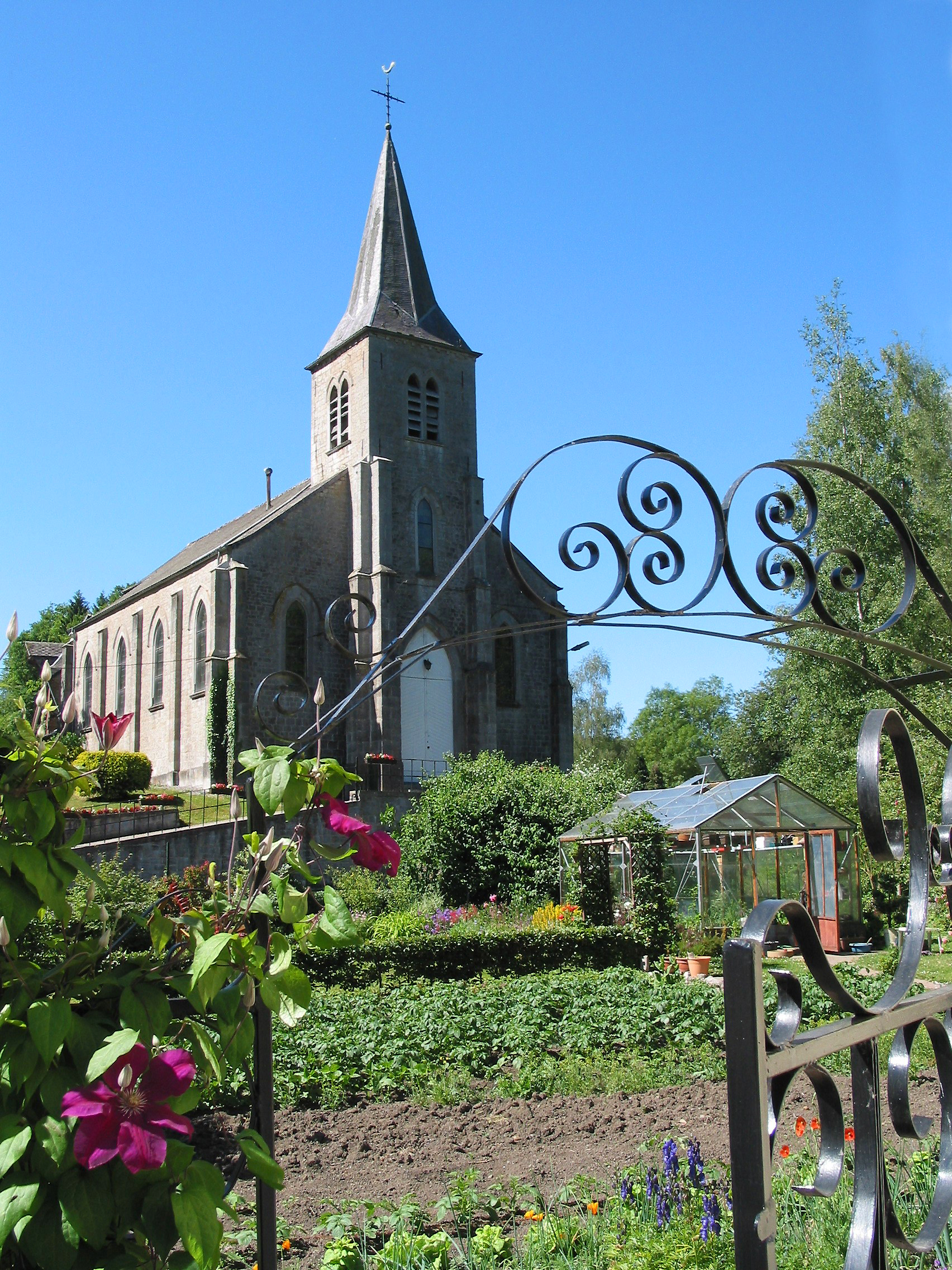
Die Kirche Saint-Nicolas von 1879
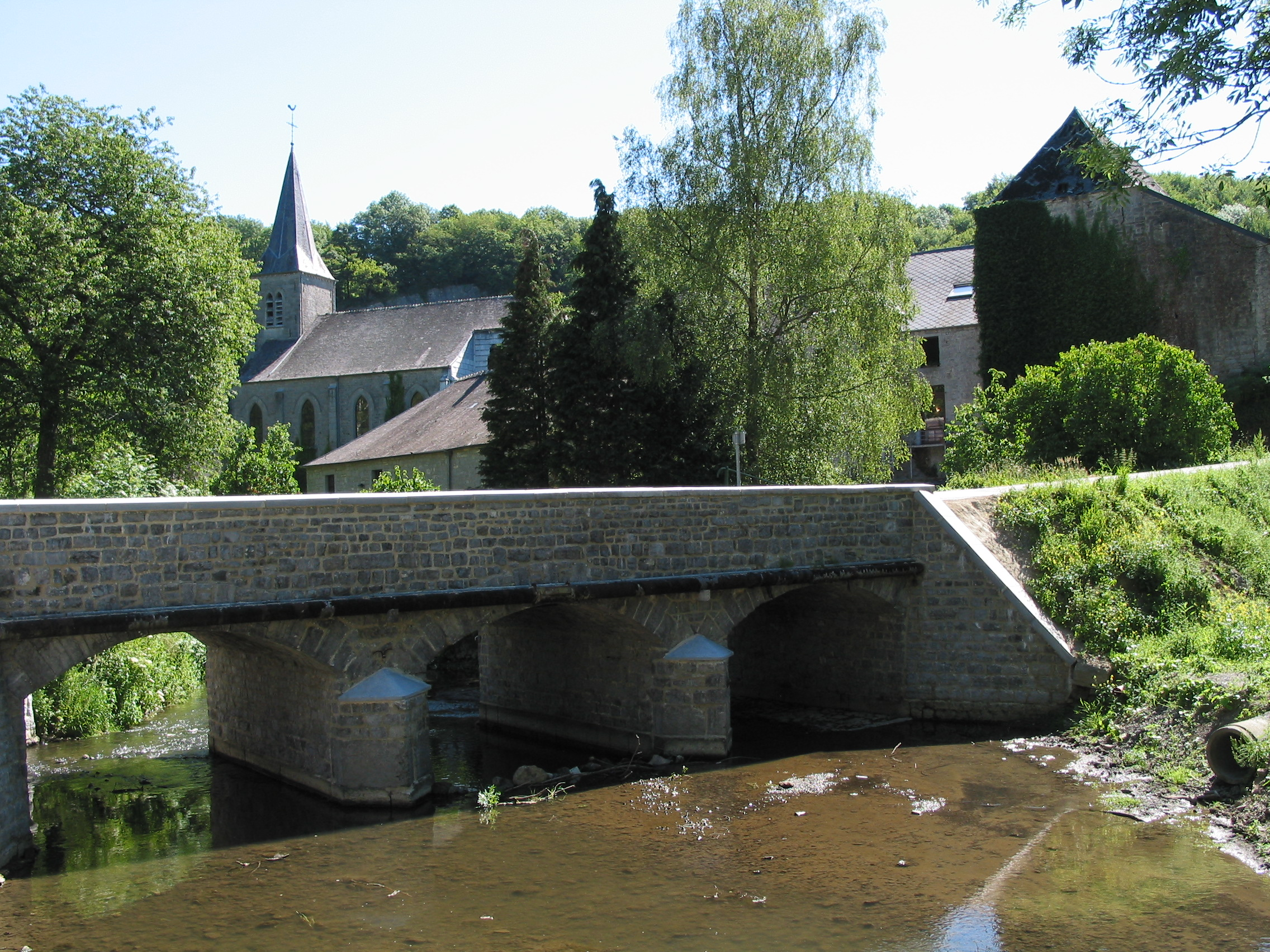
Das Dorf und die Brücke über die Eau Blanche
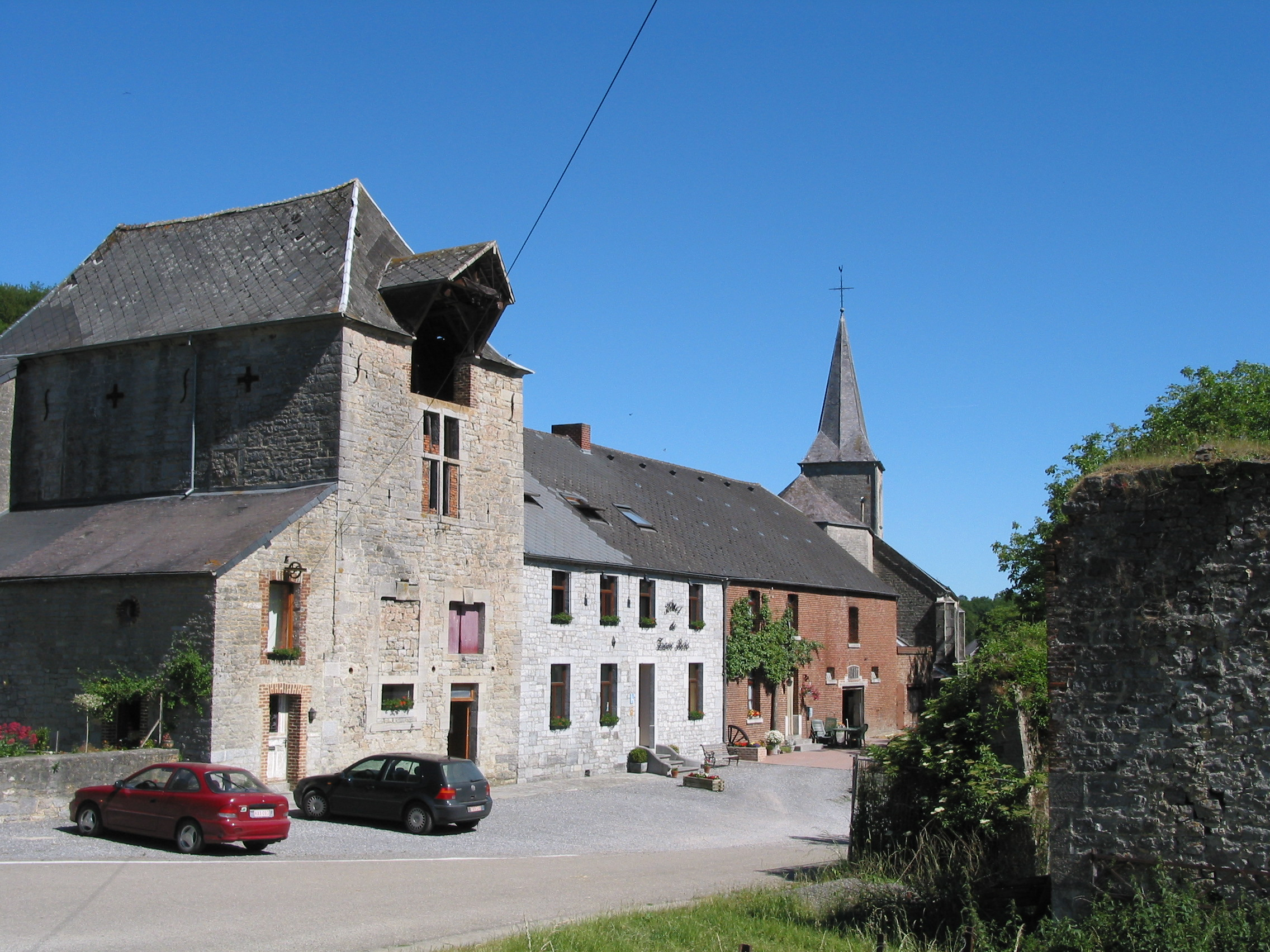
Die Umgebung der Kirche Saint-Nicolas
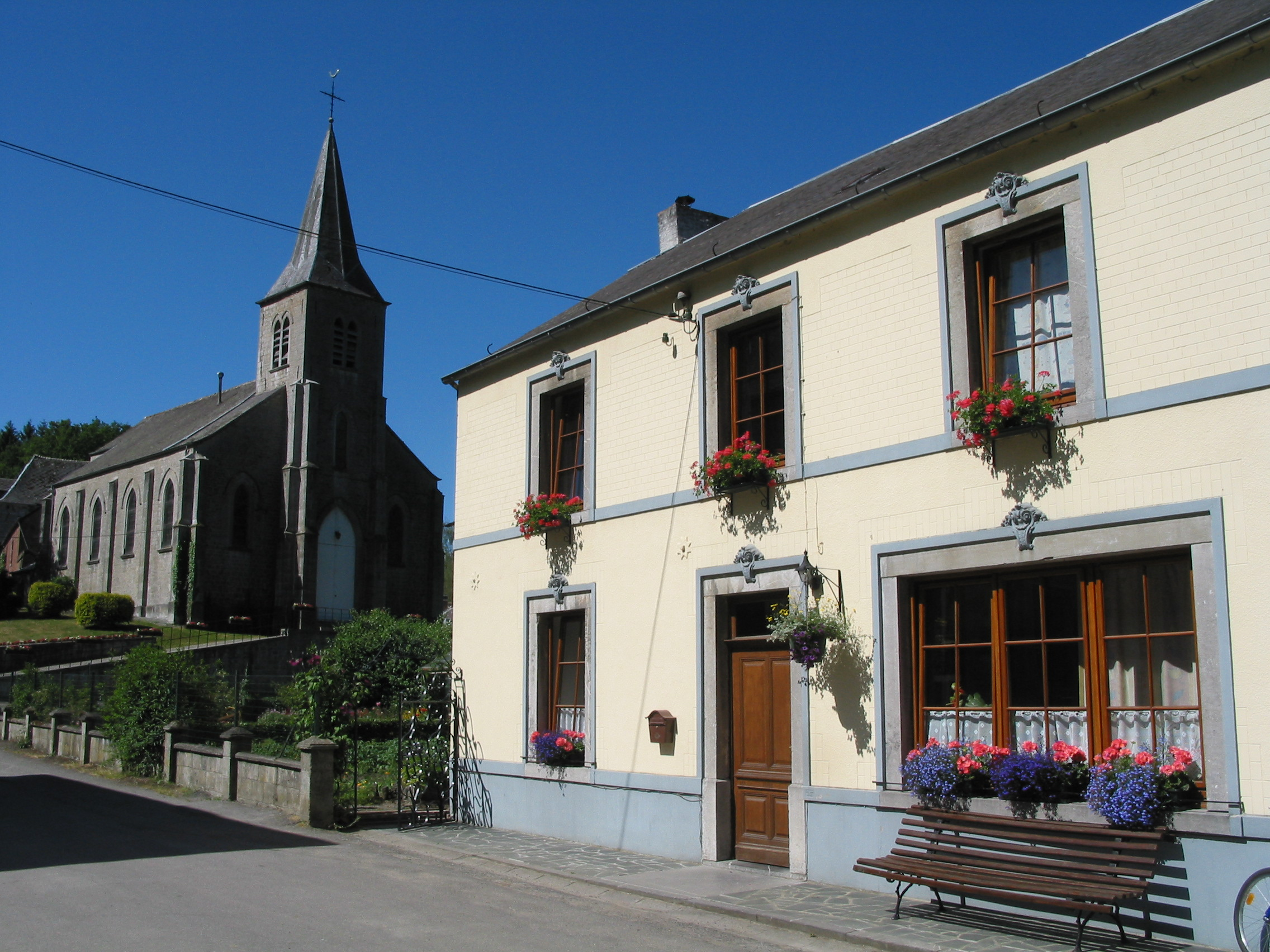
Mit Blumen geschmücktes Dorfshaus neben der Kirche
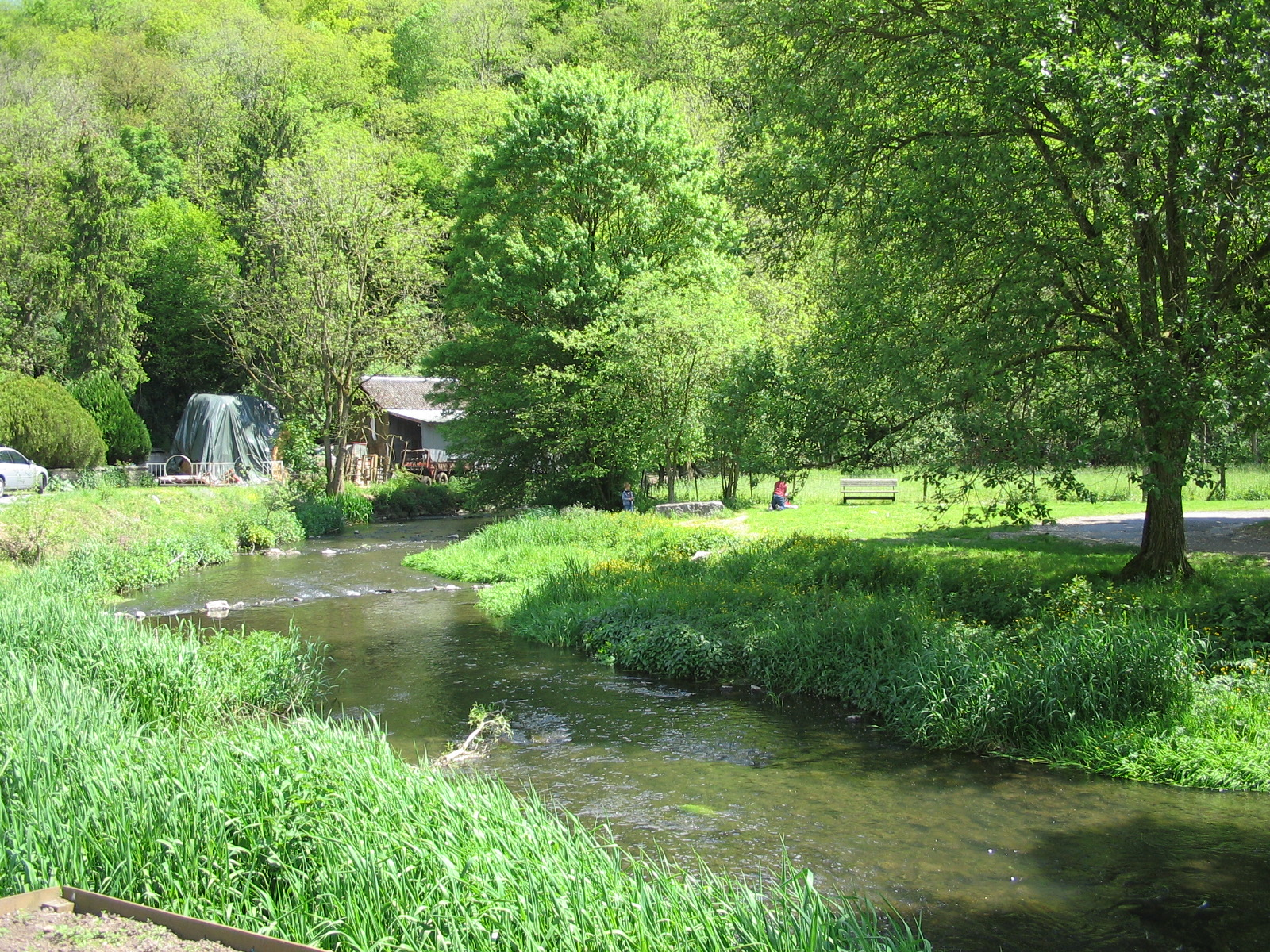
Der Fluss Eau Blanche bei Lompret
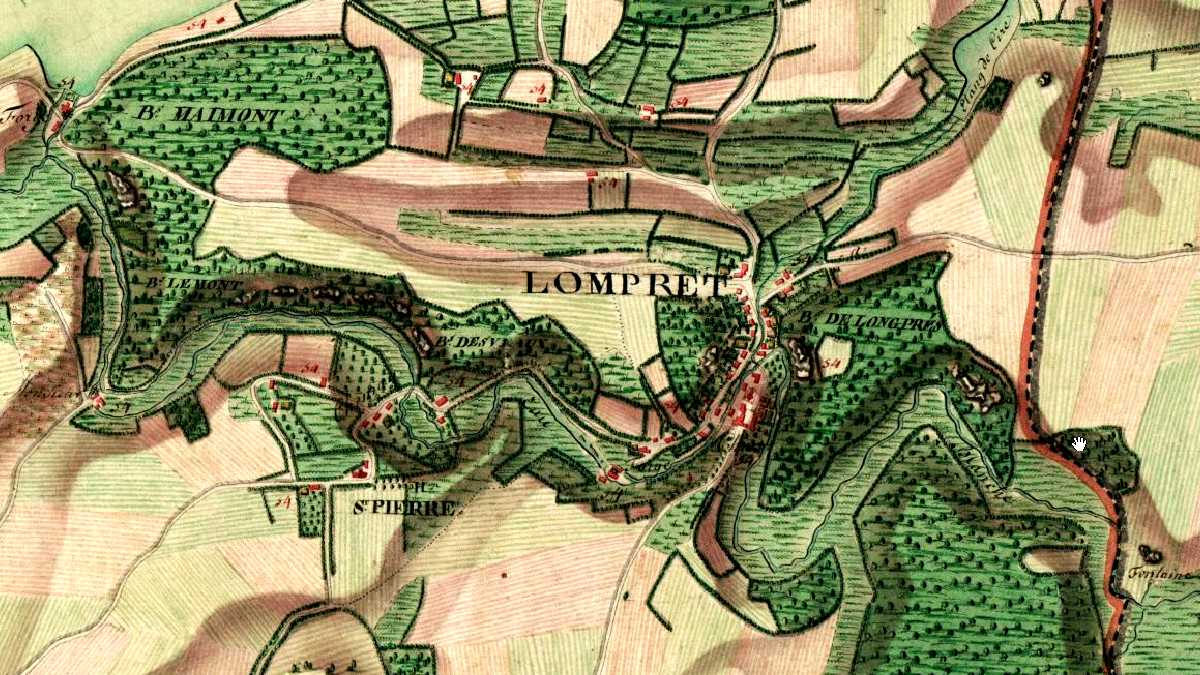
alte österreichische Karte von Lompret (ca. 1777)